# Alaksandr Usau
Alaksandr Usau (biał. Аляксандр Усаў, ros. Александр Усов, Aleksandr Usow; ur. 27 sierpnia 1977 w Mińsku) – białoruski kolarz.
- Wzrost: 1,73 m
- Waga: 69 kg

Ściga się w gronie profesjonalistów z UCI Pro Tour.